# Cusiala stipitaria
Cusiala stipitaria là một loài bướm đêm trong họ Geometridae.